# Trahaearn ap Caradog
Trahaearn ap Caradog (1030? – †1081) était un roi de Gwynedd.

## Origine
Trahaearn était le fils d'un certain Caradog ap Gwyn et d'une fille anonyme de Maredudd ab Owain ou d'une sœur de Cynfyn ap Gwerstan car c'est comme « cousin » de Bleddyn ap Cynfyn, le précédent monarque de Gwynedd qu'il prend le pouvoir à la mort de ce dernier en 1075, car ses fils n'étaient pas encore assez âgés pour monter sur le trône.

## Règne
À cette date, le Powys, qui était jusqu'ici en quelque sorte fusionné au Gwynedd redevint un royaume, mais uniquement afin de donner un domaine et un titre à une branche de la famille royale de Gwynedd. Donc à partir de 1075, il n'existe donc plus de rois de Powys mais uniquement des princes. Le premier à occuper cet office sera Maredudd ap Bleddyn.
Cette même année, Gruffydd ap Cynan débarqua sur l'Anglesey avec des troupes irlandaises, et, avec l'appui du normand Robert de Rhuddlan, battit Trahaearn et prit le contrôle du Gwynedd. Mais les tensions entre les troupes irlandaises de Gruffydd et la population locale galloise étaient telles qu'elles déclenchèrent une rébellion à Llyn et Trahaearn profita de l'occasion pour contre-attaquer. Il battit Gruffydd à la bataille de Bron yr Erw, toujours en 1075 et le força à s'enfuir en Irlande.
Trahaeran put régner sur le Gwynedd jusqu'en 1081, date à laquelle Gruffydd ap Cynan fit une alliance avec Rhys ap Tewdwr, qui venait d'être destitué du Deheubarth par Caradog ap Gruffydd de Morgannwg. En réponse, Trahaearn s'allia avec Caradog ap Gruffydd, mais tous deux furent tués à la bataille de Mynydd Carn au nord de Saint David.
Gruffydd ap Cynan reprit définitivement le contrôle du Gwynedd tandis que Rhys ap Tewdwr, dernier roi de Deheubarth avant l'occupation anglaise du sud du Pays de Galles, reprit son trône .

## Postérité
De son épouse Nest fille de Gruffydd ap Llywelyn, il laisse trois fils:
- Meurig ap Trahearn, prince du cantref d'Arwystli (1081-1106)
- Gruffyd ap Trahearn  coprince d'Arwystli (1081-1106)
- Llywarch ap Trahearn coprince d'Arwystli (1081-1126) dont la fille et héritière Gwladys sera l'épouse de Owain Gwynedd

| Précédé par : Bleddyn ap Cynfyn | Rois de Gwynedd | Suivi par : Gruffydd ap Cynan |